# Maren (Misterhults socken, Småland)
Maren är en sjö i Oskarshamns kommun och Västerviks kommun i Småland och ingår i Marströmmens huvudavrinningsområde. Sjön är 28,5 meter djup, har en yta på 1,21 kvadratkilometer och befinner sig 0,4 meter över havet. Maren ligger i Stora Ramm och Marströmmen Natura 2000-område. Sjön avvattnas av vattendraget Marströmmen (Bodaån). Vid provfiske har en stor mängd fiskarter fångats, bland annat abborre, björkna, braxen och gers.
I början av 1900-talet roddes sågat virke och ved från en klingsåg på Bjursviks ägor i två pråmar, vardera bemannad av två roddare från sågen till landsvägen vid Solstadström. Senare insattes en ångbåt för bogsering av pråmarna. 1906 insattes motorbåten Aron som kunde ta 25-30 passagerare i trafik Mörtfors-Solstadström där den anslöt till skärgårdsbåtarna. Trafiken upphörde 1915, men Aron kom att bli kvar i Maren med fortsatt trafik och var ännu bevarad 1970. Aron är nu ersatt av en ny båt med samma namn som lustturer med Mörtsfors som hemmahamn.

## Delavrinningsområde
Maren ingår i det delavrinningsområde (638212-154097) som SMHI kallar för Utloppet av Maren. Medelhöjden är 21 meter över havet och ytan är 5,45 kvadratkilometer. Räknas de 39 avrinningsområdena uppströms in blir den ackumulerade arean 495,18 kvadratkilometer. Avrinningsområdets utflöde Marströmmen (Bodaån) mynnar i havet. Avrinningsområdet består mestadels av skog (61 procent) och jordbruk (20 procent). Avrinningsområdet har 0,69 kvadratkilometer vattenytor vilket ger det en sjöprocent på 12,7 procent.

## Fisk
Vid provfiske har följande fisk fångats i sjön:
| - Abborre - Björkna - Braxen - Gärs - Gädda - Lake - Löja - Mört - Nors - Sarv - Siklöja | - Sutare |